# Lisa Alborghetti
Lisa Alborghetti (Brescia, 19 de juny de 1993) és una futbolista italiana, que juga en la posició de migcampista.
Formada a l'ACF Brescia Calcio Femminile, va debutar amb quinze anys a la segona divisió italiana. La temporada 2009-10 va aconseguir l'ascens a la Serie A, aconseguint dos Campionats de Lliga (2014 i 2016), tres Copes d'Itàlia (2013, 2015 i 2016) i dues Supercopes d'Itàlia (2014 i 2015). Al final de la temporada 2015-16 va fitxar per l'Apollon LImassol de la Lliga xipriota, tornat el febrer de 2017 a la Lliga italiana. Entre d'altres equips, ha jugat a l'Atalanta Mozzanica, AC Milan i Inter de Milà. Internacional amb selecció italiana en categories inferiors, va debutar amb la selecció absoluta el març de 2013.

## Palmarès
Clubs
- 2 Lligues italianes de futbol femenina: 2013-14 i 2015-16
- 3 Copes d'Itàlia de futbol femenina: 2012-13, 2014-15 i 2015-16
- 2 Supercopa d'Itàlia de futbol femenina: 2014-15 i 2015-16